# Poder de deposição papal
O poder de deposição papal foi a ferramenta mais poderosa da autoridade política reivindicada por e em nome do Romano Pontífice, no pensamento medieval e no início da modernidade, equivalente à afirmação do poder do Papa de declarar um monarca cristão herético e impotente para governar.
O Dictatus Papae do Papa Gregório VII (c. 1075) afirmou para o Papa "que pode ser permitido a ele depor imperadores" (12) e afirmou o poder papal para "absolver súditos de sua fidelidade aos homens ímpios" (27).
Os juramentos de lealdade mantinham a estrutura política feudal da Europa medieval. O princípio por trás da deposição era que o papa, como o representante final de Deus de quem todos os juramentos extraem sua força, poderia em circunstâncias extremas absolver os súditos de um governante de sua lealdade, tornando o governante impotente. Em uma Europa medieval em que todos confessavam o Papa como chefe da Igreja visível, isso encarnou concretamente a superioridade do poder espiritual sobre o temporal - o outro lado, por assim dizer, do papel dos papas e bispos na unção e imperadores e reis coroados.

## História
Algumas deposições papais proeminentes: 
| Número | Papa                                        | Monarca            | Monarquia                                                       | Data de deposição       | Título latino da bula                              | Link para o texto em latim   | Título da bula em português                                            | Link para o texto em inglês        | Redação | Referência |
| ------ | ------------------------------------------- | ------------------ | --------------------------------------------------------------- | ----------------------- | -------------------------------------------------- | ---------------------------- | ---------------------------------------------------------------------- | ---------------------------------- | --- | ---------- |
| 1.     | Papa Gregório VII                           | Henrique IV        | Sacro Império Romano-Germânico                                  | 22 de fevereiro de 1076 | Beate Petre apostolorum princeps                   |                              | "São Pedro, príncipe dos apóstolos''                                   |                                    | 'Eu agora declaro em nome de Deus onipotente, o Pai, Filho e Espírito Santo, que Henrique, filho do imperador Henrique, está privado de seu reino da Alemanha e Itália"                                                                                            |            |
| 2.     | Papa Alexandre III                          | Frederico I        | Sacro Império Romano-Germânico                                  | 4 de abril de 1160      | Pro illis tribulationibus                          | Migne, Volume 200, Column 90 |                                                                        |                                    | |            |
| 3.     | Diz-se que oPapa Inocêncio III depôs        | João de Inglaterra | Reino da Inglaterra                                             | 1212                    |                                                    |                              |                                                                        |                                    | | [ 2 ]      |
| 4.     | Papa Gregório IX                            | Frederico II       | Sacro Império Romano-Germânico                                  | 20 de agosto de 1228    |                                                    |                              |                                                                        |                                    | |            |
| 5.     | Papa Inocêncio IV                           | Frederico II       | Sacro Império Romano-Germânico                                  | 17 de julho de 1245     | Carta apostólica Ad Apostolicae Dignitatis Apicem  |                              | 'Elevado, embora indigno, ao ponto mais alto da dignidade apostólica'' |                                    | "Que aqueles cuja tarefa é escolher um imperador no mesmo império, escolham livremente um sucessor para ele. No que diz respeito ao citado reino da Sicília, teremos o cuidado de fornecer, com o conselho de nossos irmãos cardeais, como julgarmos conveniente"' |            |
| 6.     | Papa Martinho IV                            | Rei Pedro III      | Reino de Aragão                                                 | 21 de março de 1283     | De Insurgentis                                     |                              |                                                                        |                                    | |            |
| 7.     | Papa Bonifácio VIII intended to depose      | Rei Filipe IV      | Reino da França                                                 | 8 de setembro de 1303   | Super Petri solio                                  |                              |                                                                        |                                    | |            |
| 8.     | Papa Júlio II redigiu uma bula de deposição | Luís XII           | Reino da França (e dando o trono a Henrique VIII da Inglaterra) | 20 de março de 1512     | Dilecte fili, salutem et apostolicam benedictionem |                              | "Meu filho amado, saúde e bênção apostólica"                           |                                    | | [ 3 ]      |
| 9.     | Papa Pio V                                  | Rainha Elizabeth I | Reino da Inglaterra                                             | 25 de fevereiro de 1570 | Regnans in Excelsis                                |                              | "Aquele que reina nas alturas"                                         |                                    | "([Nós] declaramos) que ela foi privada de seu pretenso título à ... coroa e de todo senhorio, dignidade e privilégio que seja" |            |
| 10.    | Papa Sisto V                                | Henrique III       | Reino de Navarra                                                | 9 de setembro de 1585   | Ab immensa aeterni regis                           |                              | "A autoridade dada a São Pedro e seus sucessores"'                     | Extratos dele estão disponíveis em | '[Nós] privamos eles e sua posteridade para sempre, de seus domínios e reinos" |            |
| 11.    | Papa Urbano VIII                            | Eduardo I Farnésio | Ducado de Parma                                                 | 13 de janeiro de 1642   |                                                    |                              |                                                                        |                                    | |            |

## Recepção histórica posterior
A reivindicação foi contestada por governantes católicos e protestantes, como parte da discussão em andamento sobre a demarcação da autoridade espiritual e temporal. Os escritores católicos divergem sobre a questão de saber se o poder de destituição era parte integrante da fé católica, uma questão que foi debatida intensamente no início do século XVII. Os pontos políticos envolvidos foram posteriormente varridos na formulação do galicanismo como uma doutrina distinta que limita a autoridade papal.

### Roger Widdrington
The Oath of Allegiance (1606) formulado para James I da Inglaterra continha uma negação específica do poder de deposição. Isso desencadeou a oposição do católico Roger Widdrington à aceitação incondicional pelos católicos do poder de deposição. Em vez disso, Widdrington usou a linguagem do probabilismo da teologia moral, alegando que o poder de deposição era apenas uma doutrina "provável", não uma questão de fé.

### Arcebispo Thomas Maria Ghilini
Em uma carta aos arcebispos da Irlanda datada de 14 de outubro de 1768, o legado papal em Bruxelas, o arcebispo Thomas Maria Ghilini, escreveu que "a doutrina ...- [que 'nenhuma fé ou promessa deve ser mantida com hereges, ou príncipes excomungados ; ou que os príncipes privados do Papa, podem ser depostos ou assassinados por seus súditos, ou por qualquer outra pessoa que seja '] é defendido e mantido pela maioria das nações católicas, e tem sido frequentemente seguido na prática pela Sé Apostólica. Não pode, portanto, em qualquer hipótese ser declarado 'detestável e abominável' por um católico, sem incorrer, por tal declaração, na imputação de uma proposição precipitada, falsa, escandalosa e injuriosa para a Santa Sé. ”  Em uma reunião em Thurles em 1776, os bispos de Munster 'com exceção do Dr. MacMahon de Killaloe, que se ausentou, proferiram sentença sobre o Hibernia Dominicana e seu suplemento [no qual a carta de 1768 foi impressa], dando " toda a nossa desaprovação para com eles, porque tendem a enfraquecer e subverter aquela lealdade, fidelidade e submissão, que nos reconhecemos dever por dever e gratidão a Sua Majestade o Rei George III., porque são susceptíveis de perturbar a paz pública e tranquilidade, levantando escrúpulos desnecessários nas mentes de nosso povo, e semeando as sementes de dissensões entre eles, em pontos nos quais eles deveriam, tanto de sua religião quanto de seus interesses, estar firmemente unidos ; e porque eles manifestamente tendem a dar um controle àqueles que diferem em princípios religiosos conosco, a imputar a nós máximas que rejeitamos totalmente, e que não são de forma alguma fundadas nas doutrinas da Igreja Católica Romana. "

### Os bispos de Munster
Em 1774, 'os bispos de Munster redigiram uma declaração repudiando o poder de deposição papal e negando que o Papa tivesse qualquer autoridade civil ou temporal na Irlanda. Isso foi aceito pela maioria do clero católico e foi transformado em um juramento estabelecido na Lei do Parlamento em 1774. É significativo que os bispos não tenham consultado o Papa.' '[Enquanto] deplorava os termos do juramento, a Congregação da Propaganda considerou prudente não condená-lo para que não aumentasse o ódio dos protestantes e as dificuldades dos católicos. Mas os fiéis deveriam ser advertidos em particular contra isso.' Uma tradução em inglês do texto da carta da Propaganda datada de 6 de janeiro de 1776 apareceu na Collectanea Hibernica em 1968. O tradutor se refere ao destinatário como Bispo Troy de Ossory. No entanto, o Bispo Troy não foi nomeado até 16 de dezembro de 1776. Seu predecessor, o bispo Thomas Burke, morreu em 25 de setembro de 1776. A tradução é intitulada "Cópia de uma Instrução enviada ao Bispo Troy de Ossory por Stefano Borgia, secretário da Congregação da Propaganda, 6 de janeiro de 1776". Depois de tomar nota da carta do Bispo de Ossory, a carta afirma que "as opiniões apresentadas por Tróia merecem a mais alta recomendação da Santa Sé ... quem quer que faça o juramento na sua forma atual afirma, tendo Deus como sua testemunha, que denuncia e rejeita a opinião de que o papa tem o poder de libertar súditos de um juramento de lealdade feito por eles a seus governantes, apesar do fato de quase todos os [P65] antigos teólogos ... e concílios gerais apoiarem esse ensino ... tal opinião infringe gravemente os direitos da Santa Sé ”. A carta continua "[N] no entanto, se a presente fórmula fosse declarada ímpia e inadmissível pela Santa Sé e se o papa emitisse cartas nesse sentido, como fez Paulo V, teme-se que tal modo de ação ... estar repleto de perigos e fazer mais mal do que bem aos católicos ... nas atuais circunstâncias, a abordagem usada pela Santa Sé no século passado ou assim deve ser continuada; em outros lugares, e particularmente na Holanda, certas formas de juramentos foram prescritos pelas autoridades civis ...; a Santa Sé não aprovou formalmente tais formulários, nem os condenou publicamente; a mesma abordagem é aconselhável no caso dos católicos irlandeses; embora a antiga hostilidade demonstrada pelos protestantes para com os católicos ... parece ter morrido um pouco, corre-se o risco de que uma declaração pública sobre o juramento desperte ódios antigos e diminua o descontentamento das autoridades civis sobre a Santa Sé, ... conseqüentemente, as circunstâncias e o tempo deve ser levado em consideração; " A carta conclui; "[N] no entanto, embora a Santa Sé possa se abster de emitir um decreto público formal contra o juramento, isso não implica automaticamente que a fórmula deva ser [P66] aceita; nem significa que não seja adequada para os bispos ... dissuadir seus súditos de fazerem um juramento tão perigoso e detestável; na verdade, é seu dever advertir os fiéis, especialmente em conversas privadas com eles ...; são estas as orientações que a Congregação considera oportunas enviar-lhe de acordo com as intenções do papa. " O texto original em latim foi impresso na Analecta Hibernica em 1946. Afirma que a carta foi assinada por Giuseppe Maria Castelli, Cardeal Prefeito e por Stephanus Borgia, Secretário. 'Quando o arcebispo Butler de Cashel renunciou apressadamente ao poder de deposição, e seu exemplo foi seguido tão apressadamente por outros, que era tarde demais para se retratar, ele recebeu da sagrada congregação de Propaganda uma carta de repreensão, porque ele havia presumido transacionar um negócio tão importante, sem previamente aconselhar o Tribunal de Roma ' A carta afirmava' Seu dever e o respeito usual devido a Sua Santidade parecia exigir que você não deveria ter determinado nada em um negócio de tal magnitude, sem primeiro consultando o pontífice soberano... Foi isso que causou grande dor a Sua Santidade e a esta sagrada congregação '

### Cardeal Leonardo Antonelli
Em um rescrito datado de 23 de junho de 1791, dirigido aos arcebispos católicos romanos e bispos da Irlanda pelo cardeal Leonardo Antonelli pela autoridade e comando do Papa Pio VI, foi declarado “A Sé de Roma nunca ensinou que a fé não deve ser mantida com o heterodoxo: que um juramento aos reis separados da comunhão católica pode ser violado: que é lícito ao bispo de Roma invadir seus direitos temporais e domínios. Nós consideramos uma tentativa ou desígnio contra a vida de reis e príncipes, mesmo sob o pretexto da religião, como um crime horrível e detestável. ” 

### Papa Pio VII
Em 1805, o Papa Pio VII declarou em uma carta ao Núncio Papal em Viena que '[A] Igreja ... havia, além disso, estabelecido, como pena para o crime de heresia, o confisco e perda de todas as propriedades possuídas por hereges. Esta pena… no que diz respeito às soberanias e feudos… é uma regra do direito canônico cap. Absolutus XVI de Haereticis, que os súditos de um Príncipe manifestamente herético são liberados de todas as obrigações para com ele, dispensados de toda fidelidade e de toda homenagem. “Certamente”, prossegue Sua Santidade, “estamos caídos em tempos tão calamitosos, que não é possível à esposa de Jesus Cristo praticar, nem mesmo ser expediente para ela recordar, suas sagradas máximas de justo rigor contra os inimigos da fé. Mas, embora ela não possa exercer seu direito de depor hereges de seus principados ... ', citando

### Henry Edward Manning
Em 1860, Henry Edward Manning, que mais tarde se tornou arcebispo católico romano de Westminster e cardeal, escreveu: "Aquela vasta quimera em que o povo inglês fica especialmente pasmo, o poder de deposição do Papa, o que era isso senão aquela arbitragem suprema pela qual o maior poder do mundo, o Vigário do Filho de Deus Encarnado, ungido para ser sumo sacerdote, para ser o governante temporal supremo, sentou-se em seu tribunal, imparcialmente para julgar entre nação e nação, entre povo e príncipe, entre soberano e súdito e esse poder de deposição cresceu pela ação providencial de Deus no mundo, e ensinou aos súditos obediência e clemência aos príncipes." Em "Os decretos do Vaticano em relação à lealdade civil", publicado em 1874, o cardeal Manning escreveu: "Afirmo que a deposição de Henrique IV e Frederico II da Alemanha eram legítimos, corretos e legais; e eu afirmo que um depoimento da Rainha Vitória não seria legítimo, nem direito, nem legal, porque as condições morais que estavam presentes para justificar o depoimento dos Imperadores da Alemanha estão ausentes no caso da Rainha Vitória; e, portanto, tal ato não poderia ser feito."

### The Tablet, dezembro de 1874
A edição de The Tablet (propriedade do futuro Cardeal Vaughan) de 5 de dezembro de 1874 afirmava: "É verdade que São Pedro nunca usou o poder de deposição, mas isso foi porque a cristandade ainda não havia começado a existir; é igualmente verdade que nem Pio IX, nem qualquer um de seus sucessores, jamais o usarão, mas isso porque a cristandade deixou de existir... Mas se a cristandade algum dia fosse restaurada, o que não parece provável, professamos nossa convicção inabalável de que o poder de deposição do Vigário de DEUS ressuscitaria com ela." A edição da mesma publicação de 12 de dezembro de 1874 continha uma carta de Charles Langdale (nascido em 1822) afirmando 'Em comum com muitos de meus contemporâneos, fiz, mais de uma vez, o juramento católico, parte do qual funciona da seguinte forma : - "E declaro ainda que não é um artigo de minha fé ... que os príncipes excomungados ou privados pelo Papa, ou qualquer outra autoridade da Sé de Roma, podem ser depostos ou assassinados por seus súditos, ou por qualquer pessoa que seja; e declaro que não acredito no Papa de Roma... tem, ou deveria ter, qualquer jurisdição temporal ou civil, poder, superioridade ou preeminência, direta ou indiretamente, dentro deste reino... . “Não posso, portanto, concordar com o autor do artigo em questão, quando diz:“ Nós (católicos) acreditamos firmemente que o Poder de Deposição... está manifestamente incluído entre os dons de Pedro." Na edição da mesma publicação de 19 de dezembro de 1874,' O Escritor do Artigo 'escreveu:' Sr. Langdale "lamenta" minhas observações sobre o Poder de Deposição porque ele e outros fizeram um juramento de que não acreditam nisso. Temos, portanto, de um lado, os papas que realmente usaram esse poder, as nações cristãs que obedeceram e os grandes teólogos que o justificaram. ; e, por outro lado, o juramento do Sr. Langdale. Isso dificilmente parece constituir uma equação. Está tudo de um lado e nada do outro. '

### Novo Dicionário Católico de 1910
Nas palavras do Novo Dicionário Católico de 1910: “Os papas de hoje não têm a intenção de ressuscitar seu poder de deposição. Como disse Pio IX à delegação da Academia da Religião Católica, em 21 de julho de 1871: "Embora alguns papas tenham exercido por vezes o seu poder de destituição em casos extremos, o fizeram de acordo com o direito público então em vigor e por acordo de as nações cristãs que reverenciavam no Papa o Supremo Juiz de Cristo estendiam-se a julgar até mesmo os civis sobre príncipes e estados individuais. Mas completamente diferente é a condição atual das coisas e só a malícia pode confundir coisas e tempos tão diferentes. " ' Pio IX excomungou o rei Vítor Emanuel II da Itália em 1860 quando Vítor Emanuel aceitou a anexação de Romagna, e Vítor Emanuel conquistou Roma de Pio em 1870.

### Enciclopédia Católica de 1913
O artigo da Enciclopédia Católica de 1913 sobre os Juramentos da Pós-Reforma Inglesa afirma "Em dias posteriores, algumas pessoas podem pensar [o poder de deposição] desatualizado, inaplicável, extinto, talvez até um erro" e que na época de Jaime I da Inglaterra, '[A] disciplina de deposição papal para casos extremos de mau governo ... nunca estaria em voga novamente, mesmo em países católicos."